# Andrea de Adamich
 Andrea de Adamich  va ser un pilot de curses automobilístiques italià que va arribar a disputar curses de Fórmula 1.
Va néixer el 3 d'octubre del 1941 a Trieste, Itàlia.

## A la F1
Andrea de Adamich va debutar a la primera cursa de la temporada 1968 (la dinovena temporada de la història) del campionat del món de la Fórmula 1, disputant l'1 de gener del 1968 el GP de Sud-àfrica al circuit de Kyalami.
Va participar en un total de trenta-sis curses puntuables pel campionat de la F1,, disputades en cinc temporades no consecutives (1968 i 1970-1973), aconseguint una quarta posició com a millor classificació en una cursa (en dues ocasions) i assolí un total de sis punts pel campionat del món de pilots.

## Resultats a la Fórmula 1
| Any  | Equip                           | Xassís  | Motor      | 1       | 2       | 3       | 4       | 5       | 6      | 7       | 8       | 9       | 10      | 11      | 12      | 13  | 14  | 15  | Posició | Punts |
| ---- | ------------------------------- | ------- | ---------- | ------- | ------- | ------- | ------- | ------- | ------ | ------- | ------- | ------- | ------- | ------- | ------- | --- | --- | --- | ------- | ----- |
| 1968 | Scuderia Ferrari                | Ferrari | Ferrari    | SUD Ret | ESP     | MON     | HOL     | BEL     | FRA    | GBR     | ALE     | ITA     | CAN     | USA     | MEX     |     |     |     | -       | 0     |
| 1970 | Bruce McLaren Motor Racing      | McLaren | Alfa Romeo | SUD     | ESP NVQ | MON NVQ | BEL     |         | FRA NC | GBR NVS |         |         |         |         |         |     |     |     | -       | 0     |
| 1970 | Bruce McLaren Motor Racing      | McLaren | Alfa Romeo |         |         |         |         | HOL NVQ |        |         | ALE NVQ | AUT 12  | ITA 8   | CAN Ret | USA NVQ | MEX |     |     | -       | 0     |
| 1971 | March                           | March   | Alfa Romeo | SUD 13  | ESP Ret | MON     | HOL     | FRA Ret | GBR NC | ALE Ret | AUT     | ITA Ret | CAN     | USA 11  |         |     |     |     | -       | 0     |
| 1972 | Ceramica Pagnossin Team Surtees | Surtees | Cosworth   | ARG Ret | SUD NC  | ESP 4   | MON 7   | BEL Ret | FRA 14 | GBR Ret | ALE 13  | AUT 14  | ITA Ret | CAN Ret | USA Ret |     |     |     | 17è     | 3     |
| 1973 | Ceramica Pagnossin Team Surtees | Surtees | Cosworth   | ARG     | BRA     | SUD 8   |         |         |        |         |         |         |         |         |         |     |     |     | 16è     | 3     |
| 1973 | Ceramica Pagnossin MRD          | Brabham | Cosworth   |         |         |         | ESP Ret | BEL 4   | MON 7  | SUE     | FRA Ret |         |         |         |         |     |     |     | 16è     | 3     |
| 1973 | Ceramica Pagnossin MRD          | Brabham | Cosworth   |         |         |         |         |         |        |         |         | GBR NVS | HOL     | ALE     | AUT     | ITA | CAN | USA | 16è     | 3     |

### Resum
| Curses: | Victòries: | Pòdiums: | Poles: | Voltes ràpides: | Punts: |
| ------- | ---------- | -------- | ------ | --------------- | ------ |
| 36      | 0          | 0        | 0      | 0               | 6      |